# Terrain militaire de Boletice

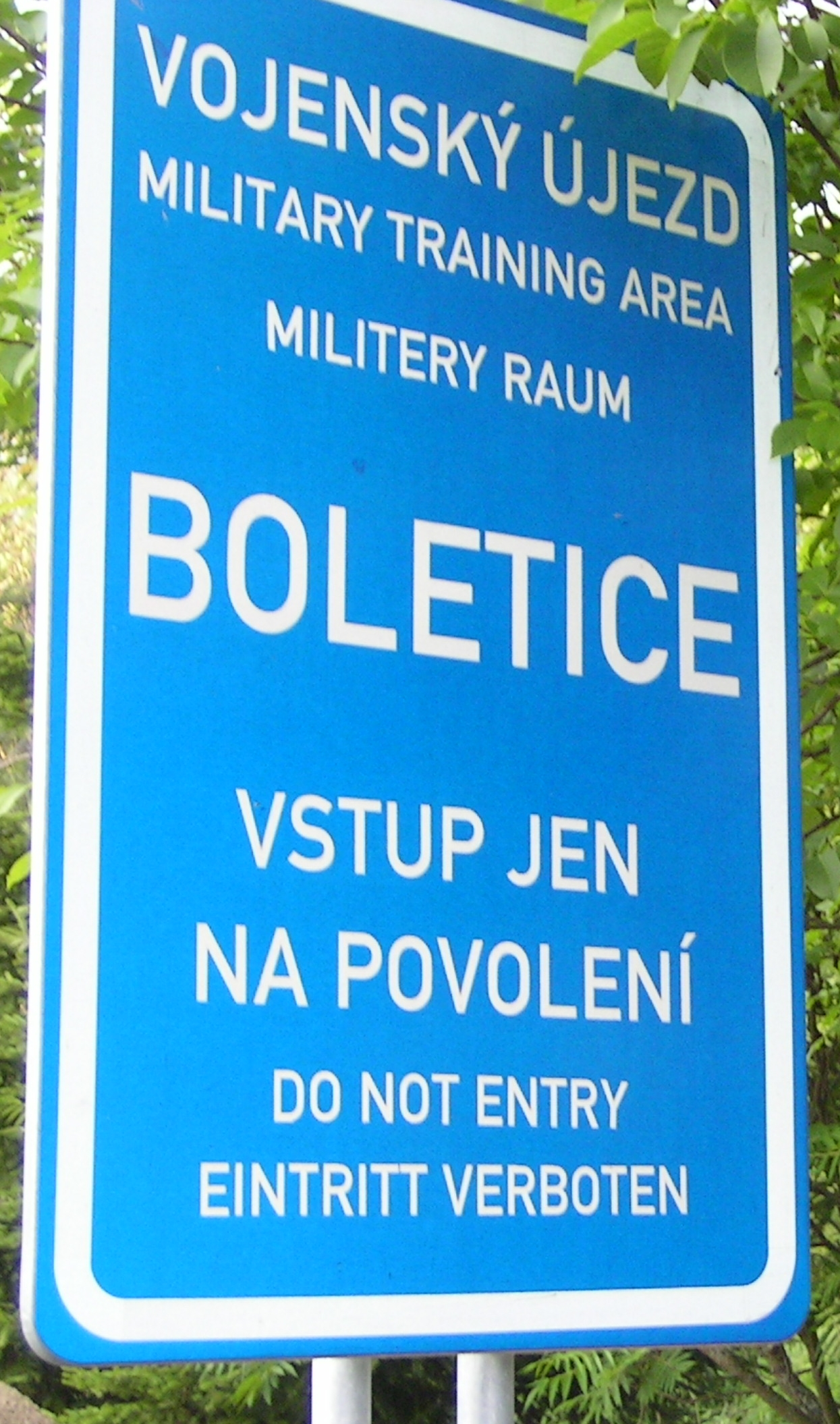
Panneau d'interdiction de pénétrer sur le terrain

Boletice est une zone militaire située dans le district de Český Krumlov, dans la région de Bohême-du-Sud, en République tchèque. Elle a été créée par le gouvernement tchécoslovaque en 1950 sur un camp militaire déjà existant depuis 1946.
C'est une zone réservée à l'armée de la République tchèque située dans le secteur nord-ouest du district de Český Krumlov. Statistiquement, elle est considérée comme une commune. Elle possède ses propres symboles et son propre code statistique. Elle n'a aucun organe administratif, elle est administrée par un commandant de l'armée.
Sur le territoire de la commune se trouve l'église Saint-Nicolas aujourd'hui en bon état. Édifice à l'origine romane (il reste une fenêtre dans la tour), il a été reconstruit dans le style gothique.

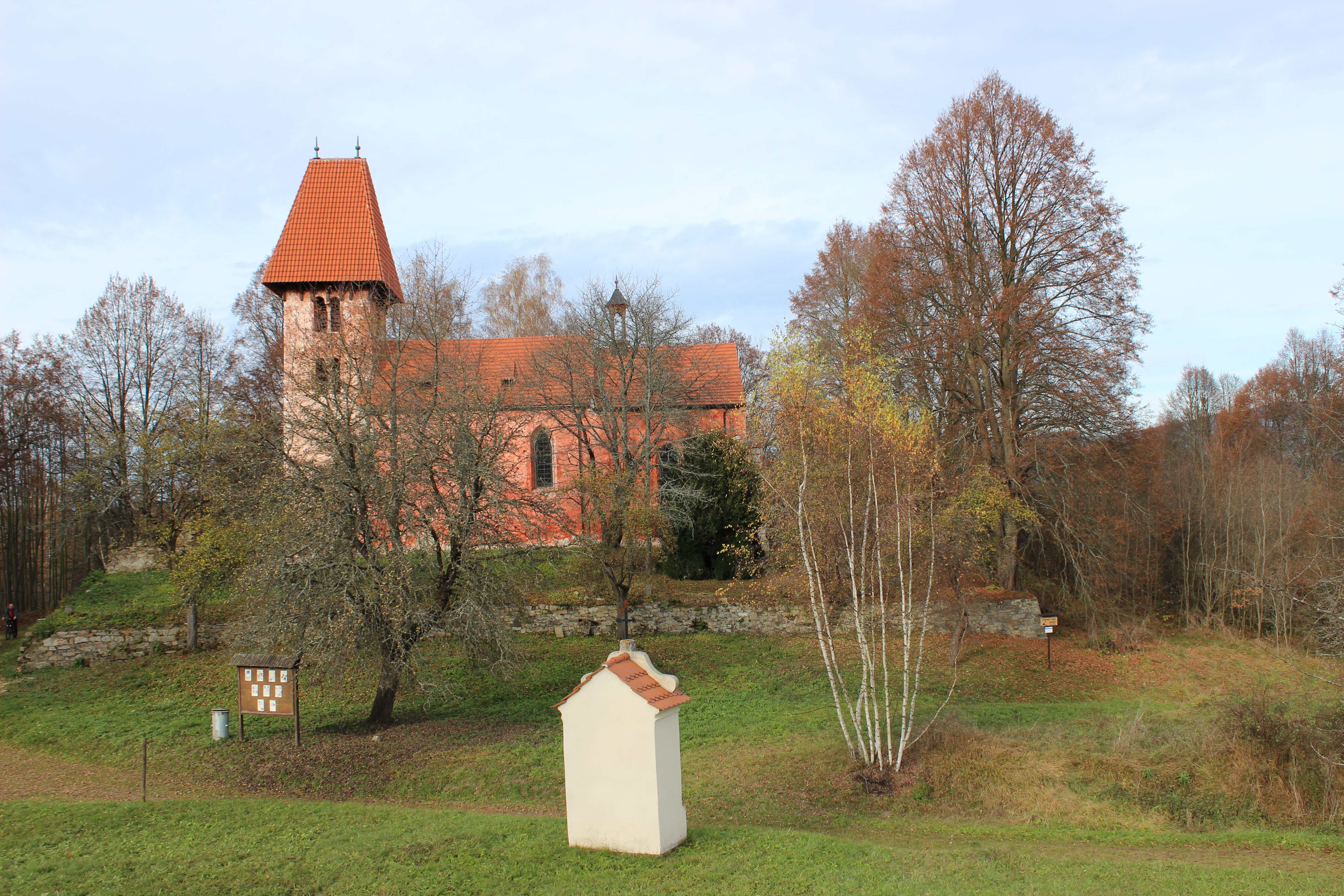
Église Saint-Nicolas

Près du village, la colline Raziberk  porte les traces d'un bâtiment fortifié.

## Galerie

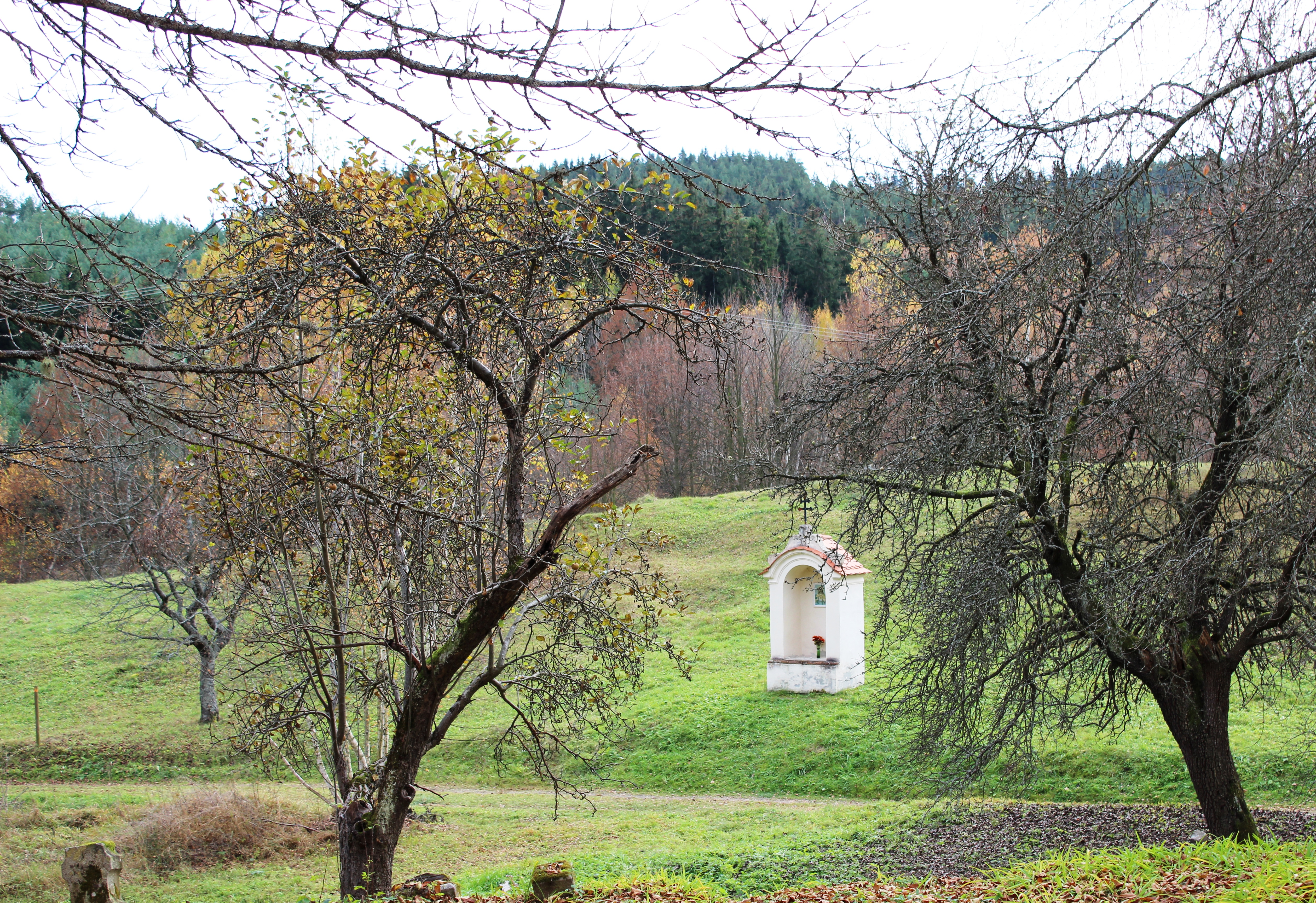
Vue depuis l'église Saint-Nicolas
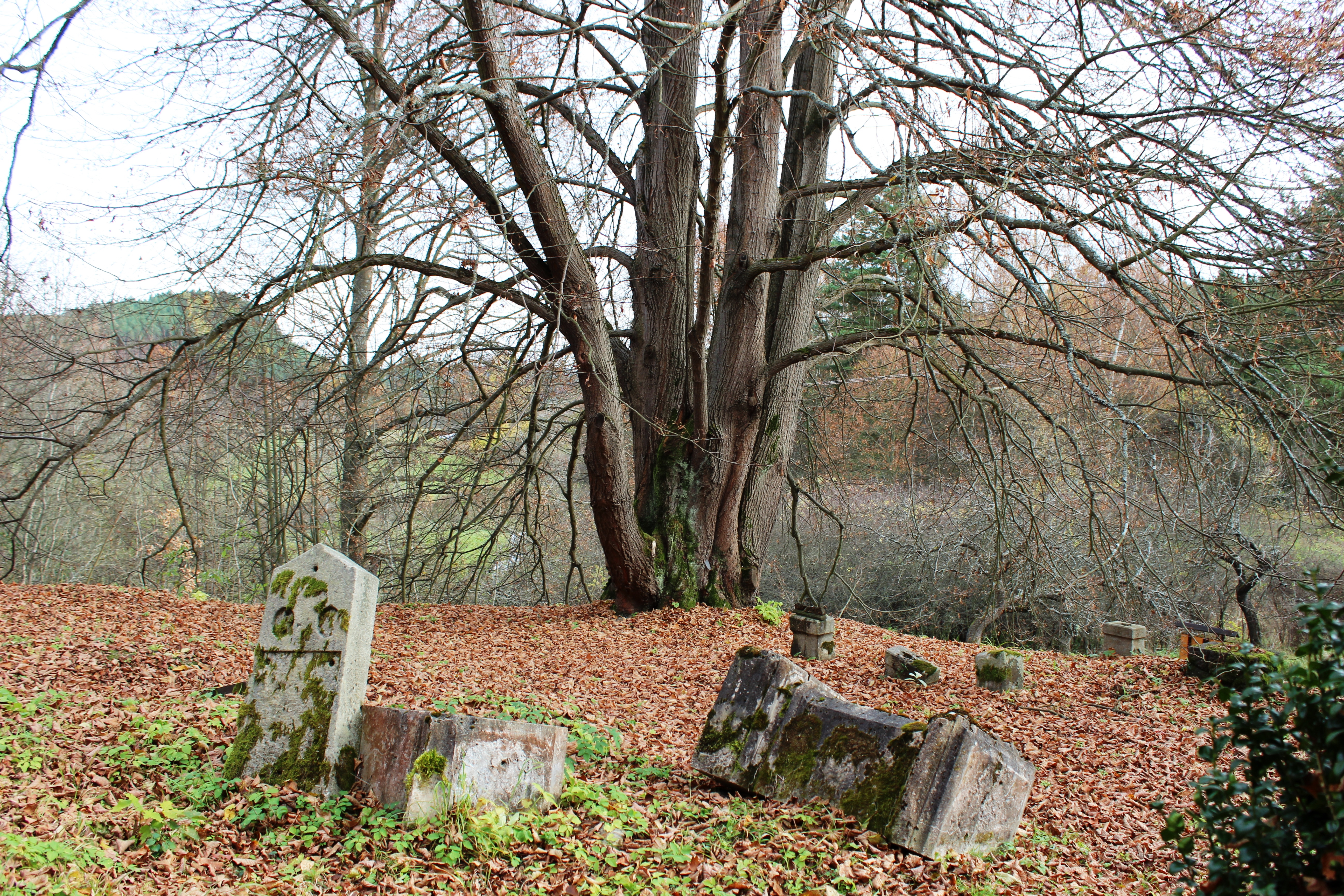
Tombes anciennes dans le cimetière
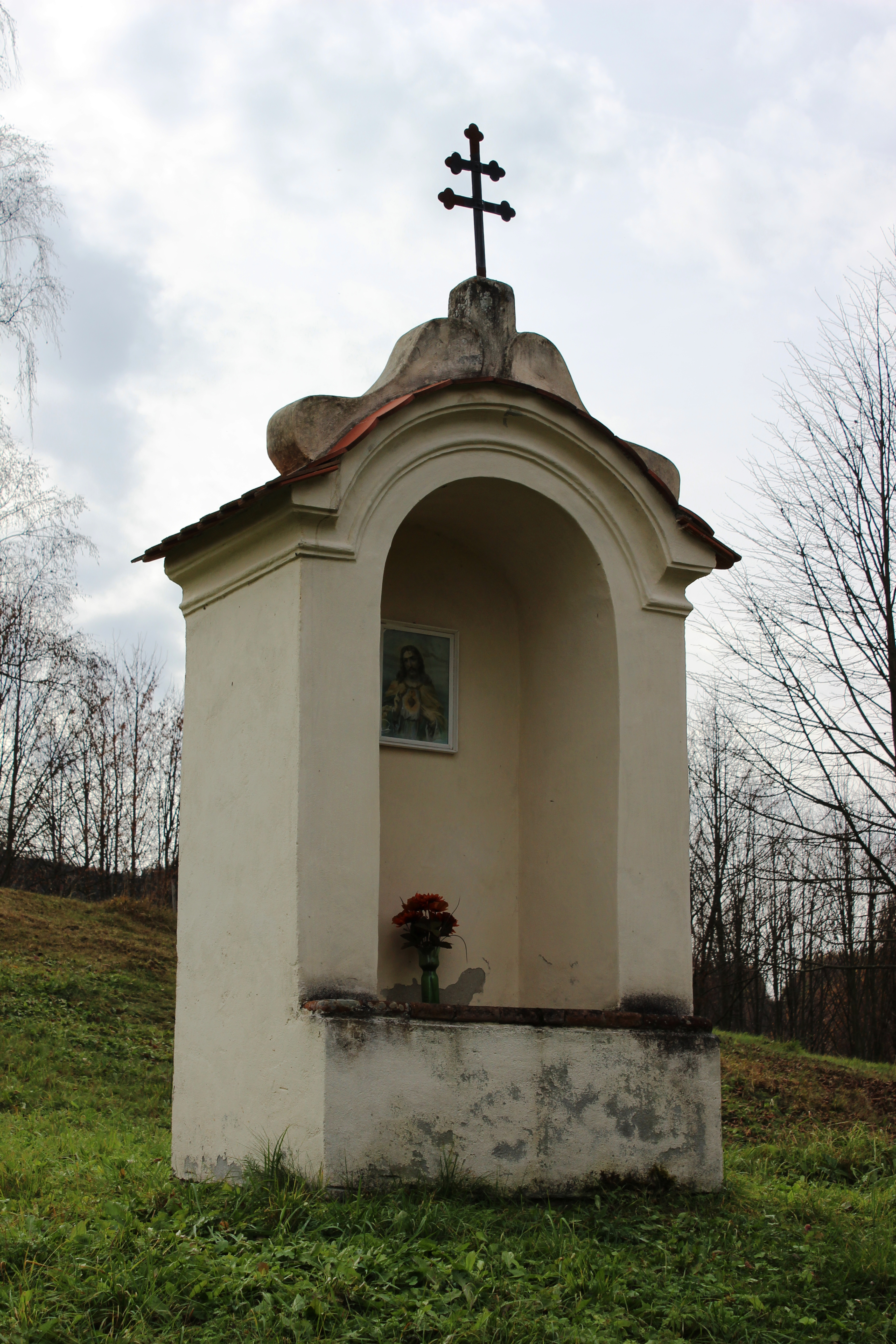
Chapelle près de l'église
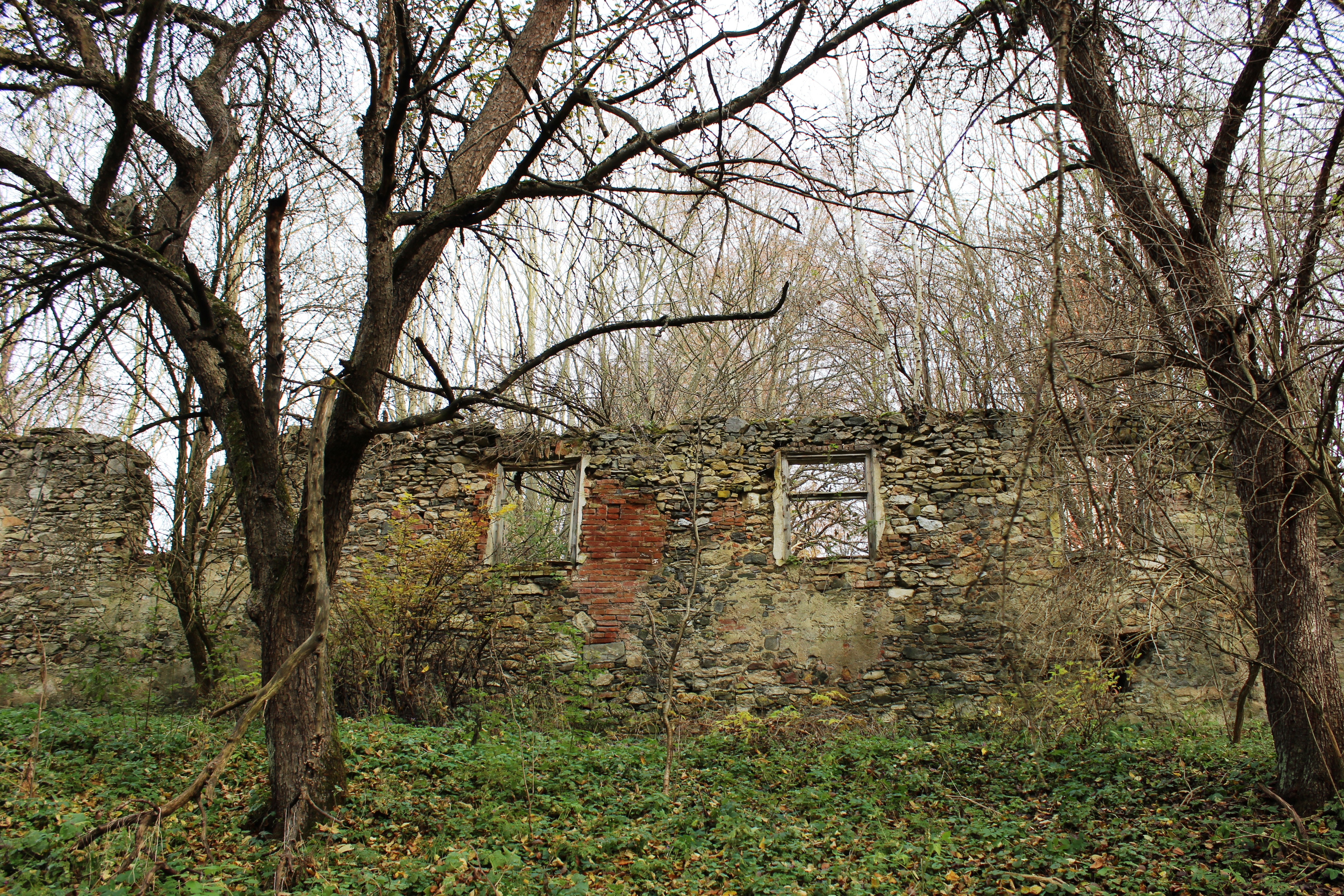
Bâtiment de l'ancienne école